# Christien Anholt
Christien Alexis Anholt (* 25. Februar 1971 in London, Großbritannien) ist ein britischer Schauspieler. Bekannt wurde er durch die Abenteuer-Fernsehserie Relic Hunter. Er ist das einzige Kind des Schauspielers Tony Anholt und Sheila Willets.

## Leben
Christien Anholt übernahm seine erste Filmrolle 1989 in Der wiedergefundene Freund. Auf dem Filmfestival in Cannes war Anholt dafür im gleichen Jahr als bester Schauspieler nominiert und gewann 1990 auf Sizilien in der gleichen Kategorie den internationalen Preis Efebo d'Oro.
Von 1999 bis 2002 übernahm er die Rolle des Nigel Bailey in der Fernsehserie Relic Hunter, bei der er mit Tia Carrere zusammenarbeitete. 2003 hatte er zwei Gastauftritte als Bruder John in der Serie Adventure Inc. 2006 wirkte er in dem Horror-Thriller Dark Corners und in dem Kriegsfilm Flyboys – Helden der Lüfte mit.
Mit seiner Frau Carly lebt Anholt heute in Los Angeles, Kalifornien.

## Filmografie (Auswahl)
- 1989: Doctor Who (Fernsehserie, 26x08–26x10)
- 1989: Der wiedergefundene Freund (Reunion)
- 1991: One against the Wind
- 1992: Im Glanz der Sonne (The Power of One)
- 1992: The Blackheath Poisonings (Fernsehserie, 3 Folgen)
- 1993: Screen One: Money for Nothing (Fernsehserie, 1 Folge)
- 1996: Bruder Cadfael (Fernsehserie, Folge 2x02)
- 1997: Preaching to the Perverted
- 1998: Felicity (Fernsehserie, Folge 1x05)
- 1999–2002: Relic Hunter – Die Schatzjägerin (Relic Hunter, Fernsehserie, 66 Folgen)
- 2003: Adventure Inc. – Jäger der vergessenen Schätze (Adventure Inc, Fernsehserie, Folgen 1x12, 1x19)
- 2006: Dark Corners
- 2006: Flyboys – Helden der Lüfte
- 2007: Ben 10 – Wettlauf gegen die Zeit (Ben 10: Race Against Time, Fernsehfilm)
- 2014, 2022: Doctors (Fernsehserie, Folgen 16x86, 23x85)
- 2015: Severed Garden (Kurzfilm)
- 2016: Ghosted (Kurzfilm)
- 2021: The Laureate[1]
- 2022–2024: Malory Towers (Fernsehserie, 5 Folgen)
- 2025: Father Brown (Fernsehserie, Folge 12x03)